# Gakuen Babysitters
Gakuen Babysitters (学園ベビーシッターズ Gakuen Bebīshittāzu?) es una serie de manga escrita e ilustrada por Hari Tokeino. Ha sido serializada en la revista LaLa de la editorial Hakusensha desde noviembre de 2009, y hasta la fecha ha sido recopilada en 22 volúmenes tankōbon. Una adaptación a serie de anime producida por Brain's Base y dirigida por Shūsei Morishita fue emitida entre el 7 de enero y el 25 de marzo de 2018. El lanzamiento de un OVA fue anunciado en junio de 2018 y será incluido en el séptimo set de DVD/Blu-Ray del anime.

## Argumento
Tras la repentina muerte de sus padres, el estudiante de secundaria Ryūichi Kashima y su hermano menor, Kotarō (un niño en edad preescolar), quedan huérfanos y sin ningún lugar al cual llamar hogar. La presidenta de la prestigiosa Academia Morinomiya ofrece tomar a ambos niños bajo su cuidado, junto con un nuevo hogar y una matrícula escolar gratuita, bajo la condición de que Ryūichi ayude con la guardería de la escuela y trabaje allí como niñero mientras también asiste a clases durante el horario escolar.

## Personajes

### Estudiantes
Ryūichi Kashima (鹿島 竜一 Kashima Ryūichi?)
Voz por: Kōtarō Nishiyama
Ryūichi y su hermano menor perdieron a sus padres en un accidente de avión, un suceso que los dejó huérfanos y desamparados. Fueron acogidos por la presidenta de la Academia Morinomiya bajo la condición de que Ryūichi ayude con la guardería de la escuela. Es un muchacho bondadoso y amistoso que ama profundamente a su hermano y haría cualquier cosa por este, aunque se muestra apesadumbrado por la muerte de sus padres. Disfruta cuidar de los niños y su deberes en la guardería.
Hayato Kamitani (狼谷 隼 Kamitani Hayato?)
Voz por: Yūichirō Umehara
Es un estudiante de la Academia Morinomiya, hijo de Shizuka Kamitani (una profesora de ciencias en la escuela) y hermano mayor de Taka. Traba amistad con Ryūichi y se convierte en uno de sus mejores amigos. Hayato es un joven inexpresivo, silencioso y rara vez dice más de lo necesario. A pesar de que a menudo regaña a Taka por su comportamiento, en realidad le tiene mucho cariño y se preocupa profundamente por este, aunque nunca lo admite abiertamente. Posteriormente se une de forma oficial como miembro de la guardería.
Maria Inomata (猪又 まりあ Inomata Maria?)
Voz por: Satomi Akesaka
Una estudiante de la Academia Morinomiya. Maria es una muchacha franca e incluso algunas veces llega a ser ofensiva, pero en realidad es una persona amable y sensible a la que le resulta difícil interactuar con las personas, creyendo que estudiar es todo en lo que sobresale. Está enamorada de Ryūichi, aunque este nunca se da cuenta de sus sentimientos. Interactúa de manera recurrente con la guardería y los niños. 
Tomoya Yagi (山羊 朋也 Yagi Tomoya?)
Voz por: Toshiyuki Someya
Un estudiante de segundo año perteneciente a la clase avanzada de la Academia Morinomiya. Tomoya es un chico guapo y de buen corazón que siempre ha sido popular entre las chicas. Tiene una pasión por los niños kawaii, pero sufre de sagrados nasales (una sátira común en la cultura del manga y anime) cuando interactúa con ellos, lo que lo hace parecer un pervertido.
Chūkichi Nezu (根津 中吉 Nezu Chūkichi?)
Voz por: Motohiro Ōta
Es un compañero de clases de Ryūichi y un viejo amigo de Tomoya. Su aspecto descuidado es todo lo contrario a su dedicación como estudiante y trabajador. Chūkichi tiene varios hermanos y hermanas menores, y aunque normalmente no está permitido, obtuvo permiso para trabajar en un trabajo de medio tiempo para ayudar a mantener a su familia.
Yūki Ushimaru (牛丸 雪 Ushimaru Yūki?)
Voz por: Kaede Hondo
Una amable pero extremadamente tímida compañera de clases de Ryūichi, de quien está enamorado pero nunca ha sido capaz de expresar sus sentimientos hacia él. Aunque inicialmente veía a Inomata como su rival, poco a poco comienza a considerarla como su mejor amiga.
Hiroyuki Inui (犬井 博幸 Inui Hiroyuki?)
Voz por: Yoshimasa Hosoya
Un estudiante algo agresivo que busca ganarse el corazón de Yukari Sawatori, pero se rinde tras enterarse de que estaba felizmente casada. Más adelante, se enamora de Ryūichi cuando este estaba vestido como una chica.

## Media

### Anime
Una adaptación a serie de anime producida por Brain's Base, dirigida por Shūsei Morishita, escrita por Yūko Kakihara y con música de Ruka Kawada, fue estrenada el 7 de enero de 2018 por Tokyo MX, Sun TV y BS11. Crunchyroll transmitió la serie de forma simultánea con Japón.